# Bulbostylis laeta
Bulbostylis laeta är en halvgräsart som beskrevs av Charles Baron Clarke. Bulbostylis laeta ingår i släktet Bulbostylis och familjen halvgräs. Inga underarter finns listade i Catalogue of Life.